# Olinda Silvano Inuma

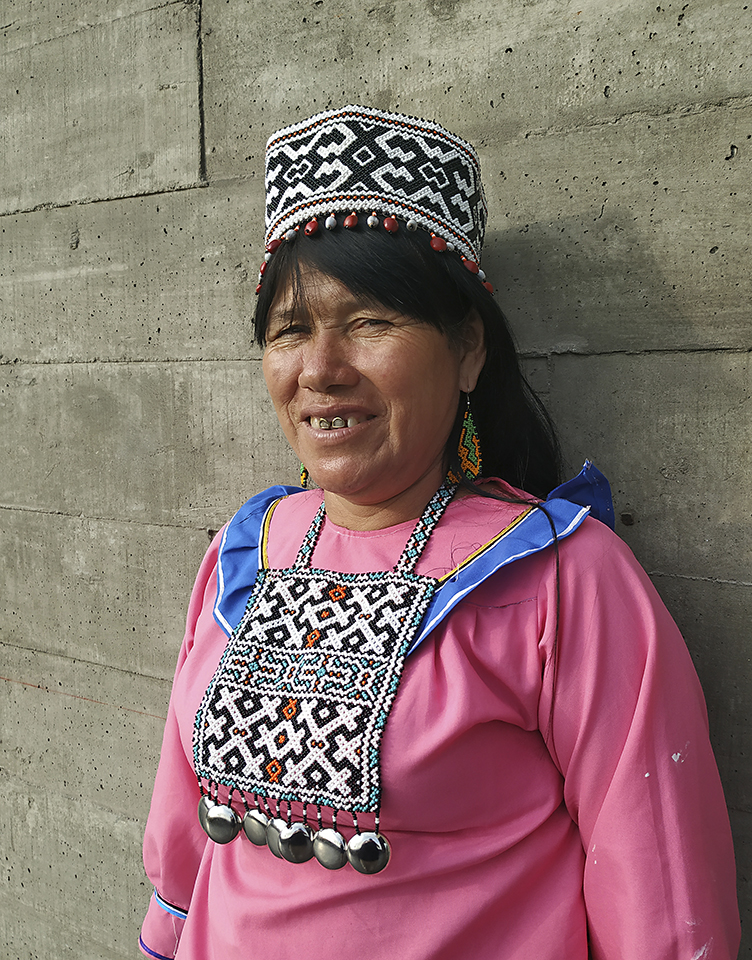
Olinda Silvano

Olinda Silvano Inuma (Paoyhan, 1969) é uma artista amazônica do povo shipibo-konibo, maestra do kené e curadora  peruana. Seu trabalho tem sido exposto em instituições culturais no Peru e no estrangeiro.

## Biografia
Olinda Silvano nasceu em Paoyhan no departamento de Ucayali. Quando criança, aprendeu com a sua avó a arte do kené,  dando continuidade ao se mudar para a capital, especialmente, com o grupo de mulheres conhecidas como "As Mães Artesãs" da comunidade de Cantagallo em Lima. Durante a pandeia de COVID-19 (infecção respiratória aguda causada pelo coronavírus SARS-CoV-2)  organizou em sua comunidade ações voltadas para a atenção de problema de emergência sanitárias  e de violência contra as mulheres.

### Migração para Lima
A migração de Olinda Silvano para Lima ocorreu em busca de melhores condições de vida. Esse processo a fez deparar-se com o racismo e a discriminação estrutural peruana. Em 2017, ela foi presidenta da Associação AYLLU, uma organização de mulheres andinas e amazônicas dedicada à preservação de seu conhecimento tradicional e à defesa de seus direitos. amparado pelo Convênio 169 da OIT.

## Vida artística
Em sua experiência migratória utilizaria a arte do kené para "fazer visível a luta da mulher indígena migrante" ao gerar oportunidades trabalhistas para elas.
Olinda Silvano tem exposto seus trabalhos em oficinas na Universidade Nacional Maior de San Marcos, no Museu de Antropologia de Vancouver no Canadá, e ARCOMadrid 2019, na Espanha.

## Trabalhos de destaque
Olinda Silvano Inuma participou de projetos significativos de arte indígena. Dentre eles, destacam-se:
- Elaboração do Mural Kené Ancestrais: Contribuiu para a criação do mural "Kené Ancestrais", que integra o acervo do Museu da Memória e Reconciliação (Museo de la Memoria y Reconciliación) em Bogotá, Colômbia.[10]
- Exposição Coletiva "Bena Kené – Novos Senhores da Arte Shipibo-Konibo": Integrou a exposição coletiva "Bena Kené – Novos Senhores da Arte Shipibo-Konibo", realizada na Galería Bufeo – Arte + Amazonía, em Madrid, Barcelona na Espanha, em 2024.

## Vê também
- Herlinda Agustín
- Lastenia Canayo